# Hugh S. Jenkins
Hugh S. Jenkins (* 9. März 1903 in New Cumberland, West Virginia; † 18. Juni 1976 in Columbus, Ohio) war ein US-amerikanischer Jurist und Politiker (Republikanische Partei). Er war von 1945 bis 1949 Attorney General von Ohio.

## Leben
Hugh S. Jenkins, Sohn von Vanessa Miskelly und John T. Jenkins, wurde 1903 im Hancock County geboren. Über seine Jugendjahre ist nichts bekannt. Irgendwann studierte er Jura und begann nach dem Erhalt seiner Zulassung als Anwalt zu praktizieren. Jenkins war in Mahoning County (Ohio) ansässig. Er war mit Wilma L. Lindamood (1906–1986) verheiratet, Tochter von Effie Cline und Clarence B. Lindamood. Vor seiner Wahl zum Attorney General hatte er den Vorsitz beim Board of Tax Appeals und war als Administrator im Ohio State Bureau of Unemployment Compensation tätig. Jenkins wurde 1944 und 1946 zum Attorney General gewählt, verlor aber seine Wiederwahl 1948. Er verstarb am 18. Juni 1976 in Columbus und wurde dann dort auf dem Union Cemetery beigesetzt.